# Tirailleurs de la Seine
 (juillet 2014).
Si vous disposez d'ouvrages ou d'articles de référence ou si vous connaissez des sites web de qualité traitant du thème abordé ici, merci de compléter l'article en donnant les références utiles à sa vérifiabilité et en les liant à la section « Notes et références ».
Les tirailleurs de la Seine sont un corps franc constitué en septembre 1870 lors de la guerre franco-prussienne pour la défense de Paris. 
Si de nombreux artistes patriotes s'engagèrent, cette compagnie de 115 hommes commandée par Léon Sauvage de la Martinière (un juge de paix du canton de Neuilly) et le général Dumas comprenaient outre quelques avocats de talent, des commerçants et un certain nombre d'artistes. 
Ils font leurs débuts le 19 septembre en défendant toute la journée le pont de Sèvres contre les attaques incessantes de la cavalerie ennemie, les chasseurs bavarois.
Mais c'est surtout leur participation au combat de la Malmaison le 21 octobre 1870 lors de la bataille de Buzenval, représenté par un tableau d'Étienne-Prosper Berne-Bellecour qui leur vaudra la postérité. 
Une marche fut composée par J.B.A. Billaut.

## Personnalités ayant participé au corps franc
- Jules-Frédéric Ballavoine, peintre
- Étienne-Prosper Berne-Bellecour, peintre
- Joseph Cuvelier (1833-1870), sculpteur
- Gustave Jacquet, peintre
- Jules-Ferdinand Jacquemart, graveur
- Alexandre-Louis Leloir, peintre
- Eugène Le Roux, (1833-1905), peintre
- Paul Adolphe Rajon, (1843-1888), graveur
- James Tissot, (1836-1902), peintre
- Jean-Georges Vibert, peintre
- Edmond Turquet, magistrat
- Louis-Robert d'Hurcourt, journaliste